# Panamá Viejo
Panamá Viejo (z hiszp. „Stara Panama”) – ruiny i pozostałości pierwotnego zespołu miejskiego miasta Panama, najstarszego na wybrzeżu pacyficznym kontynentu amerykańskiego. 

## Historia
Miasto zostało założone 15 sierpnia 1519 przez Pedro Arias Dávilę i stu hiszpańskich osadników. Dwa lata później, w 1521 roku królewskim dekretem wydanym przez Karola V Habsburga osadzie zostały nadane prawa miejskie oraz herb. Miasto stało się ważnym ośrodkiem wypadowym ekspansji hiszpańskiej na tereny Peru, a także ważnym ośrodkiem przez który transportowane było złoto i srebro do Europy.
W 1539 i 1536 roku miasto ucierpiało na skutek pożarów. W 1610 roku liczyło 5 tys. mieszkańców i 500 domów, znajdował się w nim szpital, szereg klasztorów i kaplic oraz katedra. W 1620 roku trzęsienie ziemi uszkodziło szereg budynków w mieście. Wielki pożar w 1644 roku zniszczył 83 budynki. 
W 1670 roku Panama liczyła 10 tys. mieszkańców. Rok później, w 1671 roku, została zniszczona i spalona przez walijskiego bukaniera Henry'ego Morgana. Ruiny zostały opuszczone przez mieszkańców, a nowe miasto (znane dziś jako Casco Viejo) założone w 1673 roku na cyplu w odległości ok. 8 km od pierwotnej siedziby.
Zespół archeologiczny Panama Viejo został w 1997 roku wpisany na listę obiektów światowego dziedzictwa UNESCO. Do czasów dzisiejszych zachowały się ruiny katedry wraz z 30-metrową wieżą, ruiny kościoła pw. Św. Józefa, szpitala Św. Jana Bożego, klasztoru dominikanów, franciszkanów i jezuitów oraz ratusza.
Rozwój miasta spowodował, że obecnie zabytek jest otoczony tkanką miejską. W pobliżu znajduje się muzeum (Museo de Sitio Panamá Viejo) oraz galeria handlowa, w której można kupić pamiątki i rękodzieło (Mercado Nacional de Artesanías). Obok ruin przebiega też droga, która niekorzystnie wpływa na stan zabytku.

## Galeria

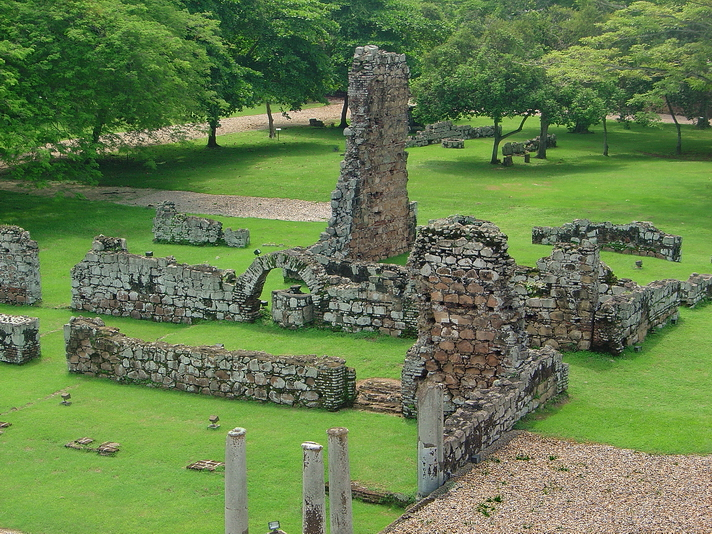
Widok z wieży na pozostałości budynków
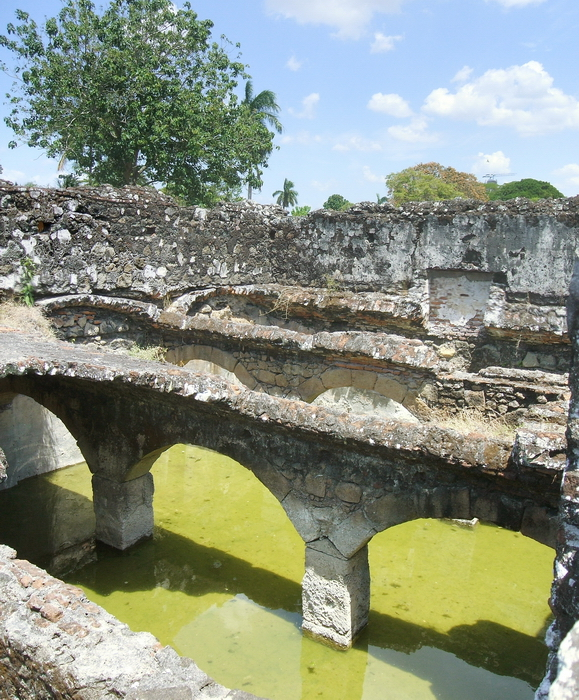
Ruiny klasztoru
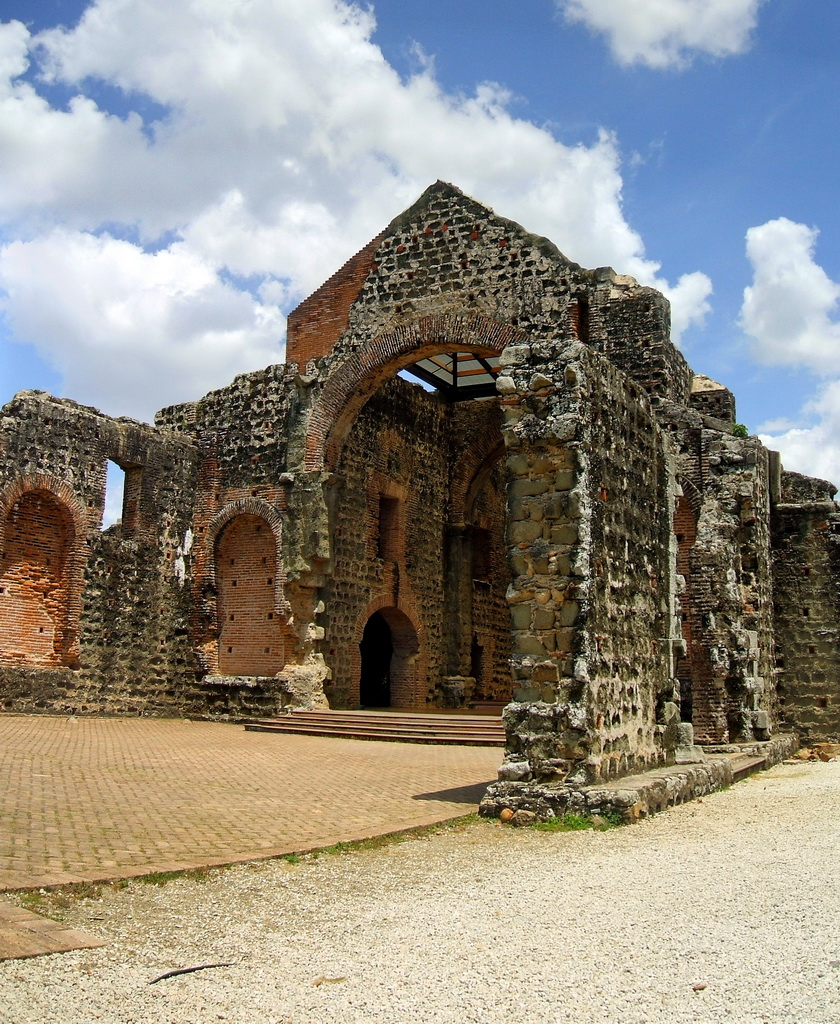
Ruiny klasztoru
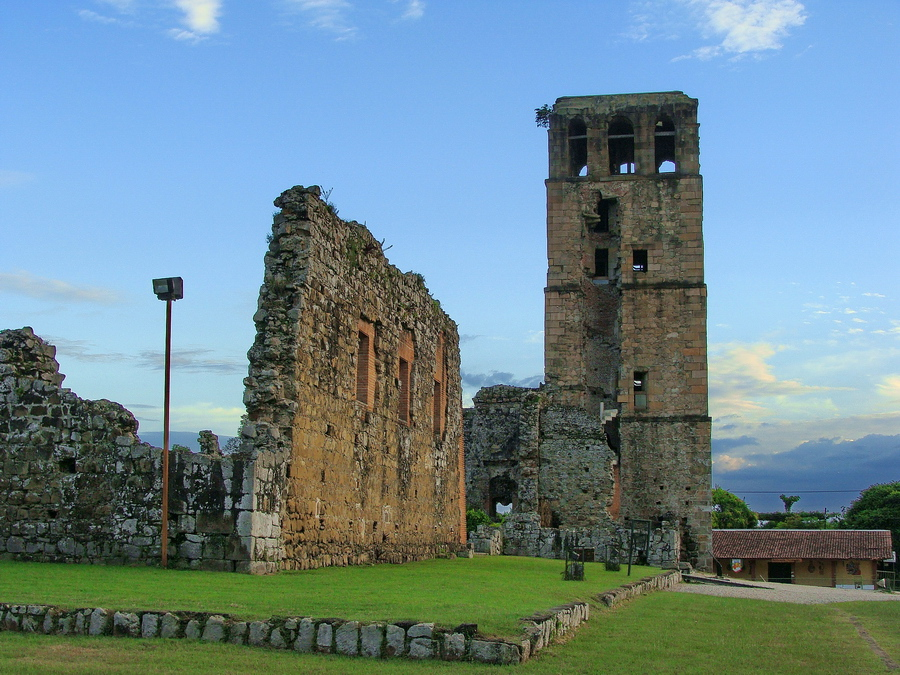
Wieża katedry i pozostałości jej murów